# 円福寺 (銚子市)
- 圓福寺（旧字体、公式サイトの表記）
- 円福寺（新字体）

円福寺（えんぷくじ）は、千葉県銚子市にある真言宗系単立の寺院。山号は飯沼山。本尊は十一面観世音菩薩。坂東三十三観音第27番札所となっており、飯沼観音（いいぬまかんのん）とも称される。隣接地には銚港神社がある。
本尊真言：おん まか きゃろにきゃ そわか
ご詠歌：このほどはよろずのことを飯沼に ききもならはぬ波の音かな

## 歴史
寺伝によれば、神亀元年（724年）、漁師が十一面観世音菩薩を網ですくい上げ、その後、弘仁年間（810年 - 824年）この地を訪れた空海（弘法大師）が開眼したという。鎌倉時代以降はこの地を治めた海上氏の帰依を受け、寺運は興隆した。天正19年（1591年）に徳川家康に朱印を賜わり諸堂を整備。
天正6年（1578年）には8間4方の観音堂を建てた。元禄15年（1702年）鐘楼、多宝塔を焼失。安永2年（1773年）には観音堂を10間4方に改築、ほかには仁王門・鐘楼・多宝塔などの諸堂を整備したが、昭和20年（1945年）に空襲で多宝塔以下観音堂、仁王門、鐘楼、太子堂、馬頭観音堂、二十三夜堂、荼枳尼天堂、龍蔵大権現堂（現：銚港神社）など諸堂を焼失した。
銚港神社と観音堂の間に古碑があり、慶長年間に近郷に住んでいた「早器居士」の墓と呼ばれていた。
2009年（平成21年）に五重塔を建立、高さ33.55m。
2014年（平成26年）から年2回、寺院が所蔵する古典籍を展示する寺宝展を、慶應義塾大学斯道文庫の協力によって開催している。2016年（平成28年）6月28日、テレビ東京『開運!なんでも鑑定団』に円福寺所有の嵯峨本『徒然草』が出品され、1500万の鑑定額が付いた。2025年（令和7年）4月1日放送分でも中国宋時代の版本である「韓昌黎集」9冊を出品し、番組としては歴代4位となる3億円の鑑定額が付いた。

## 境内

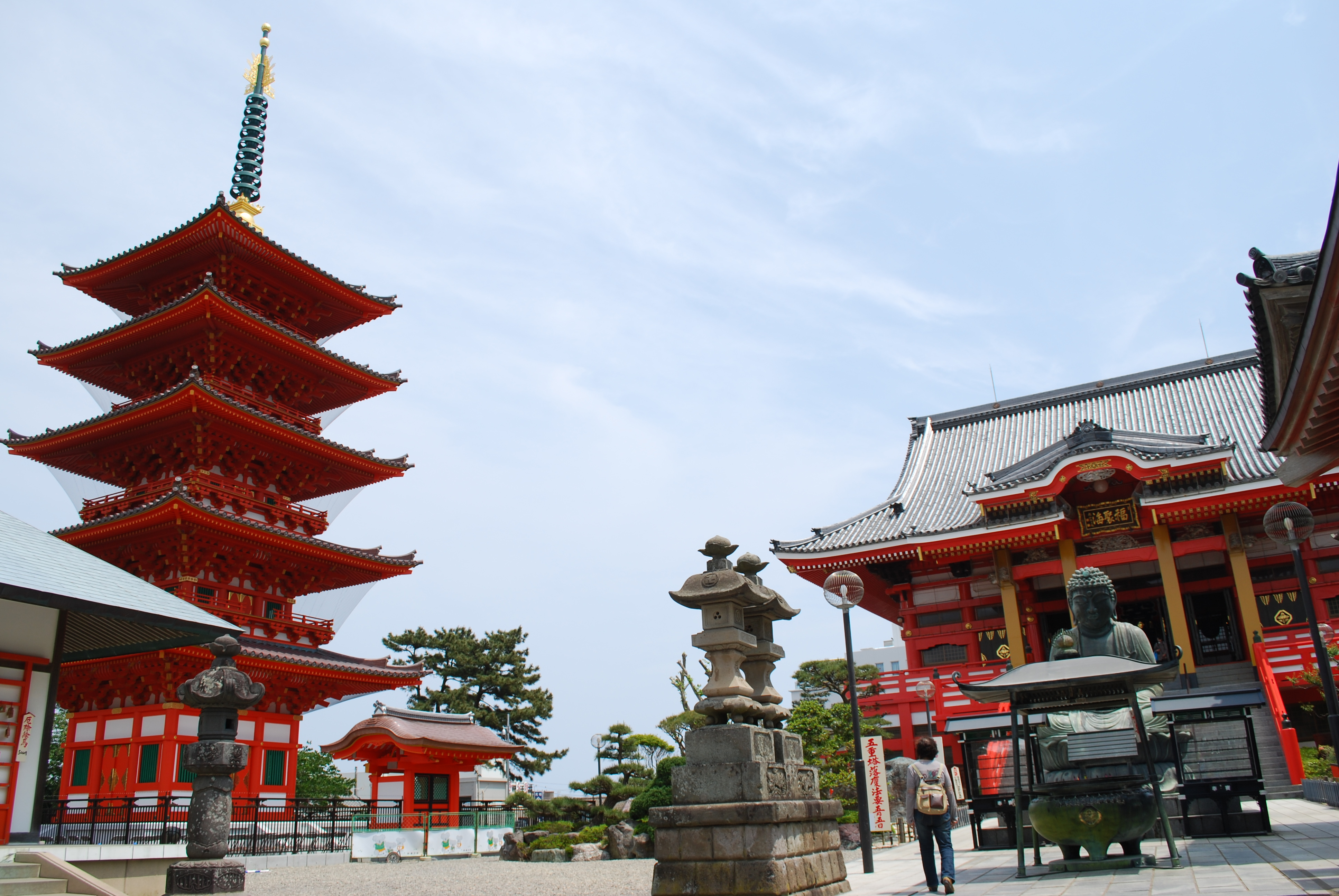
境内

### 本堂・飯沼観音エリア
- 本堂（飯沼観音）
- 銚子大仏
- 五重塔
- 鐘楼堂
- 仁王門
- 稲荷堂
- 飯沼水準原標石

### 本坊・大師堂エリア
- 大師堂
- 涅槃殿（宝物殿）

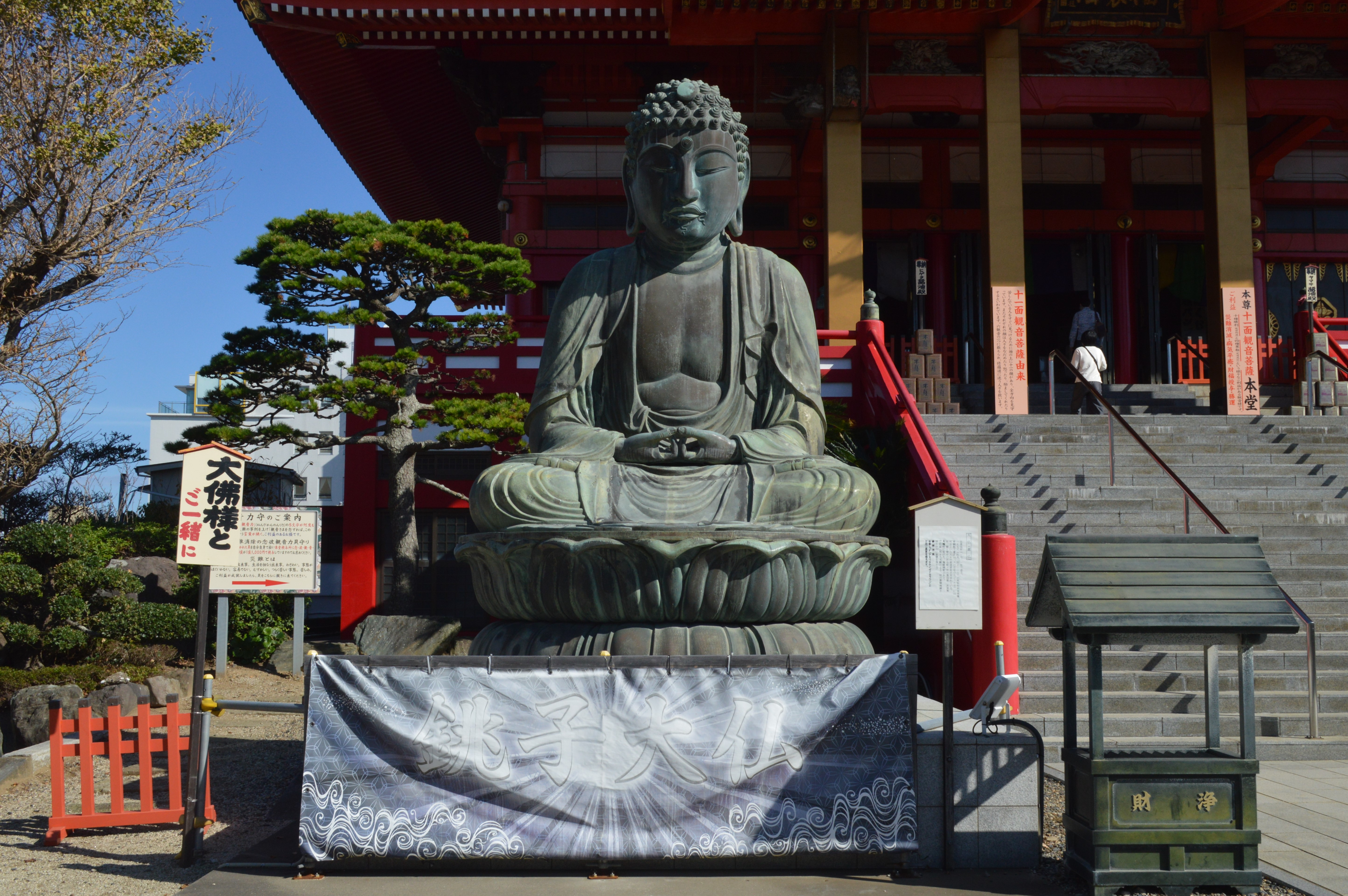
銚子大仏
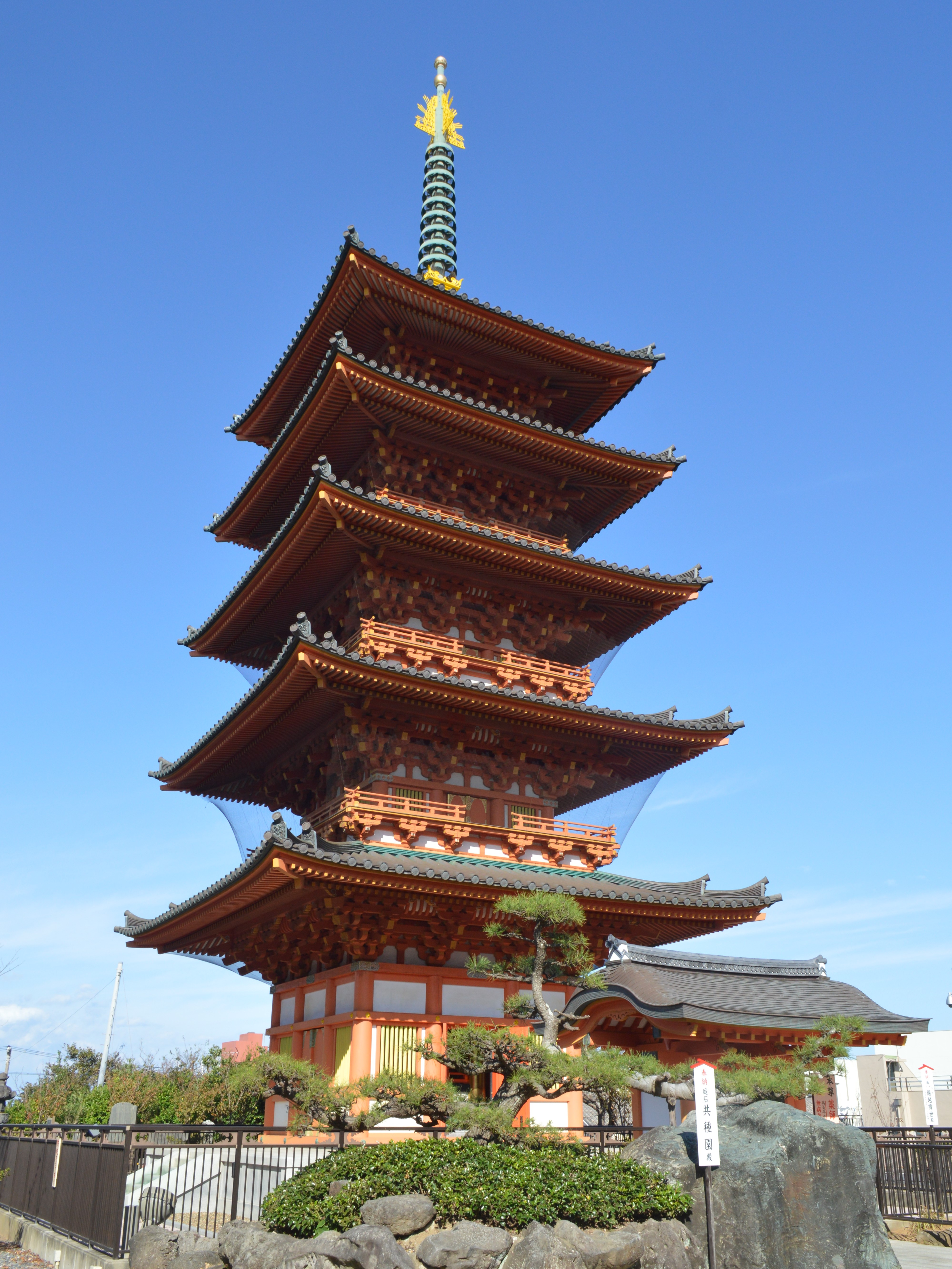
五重塔
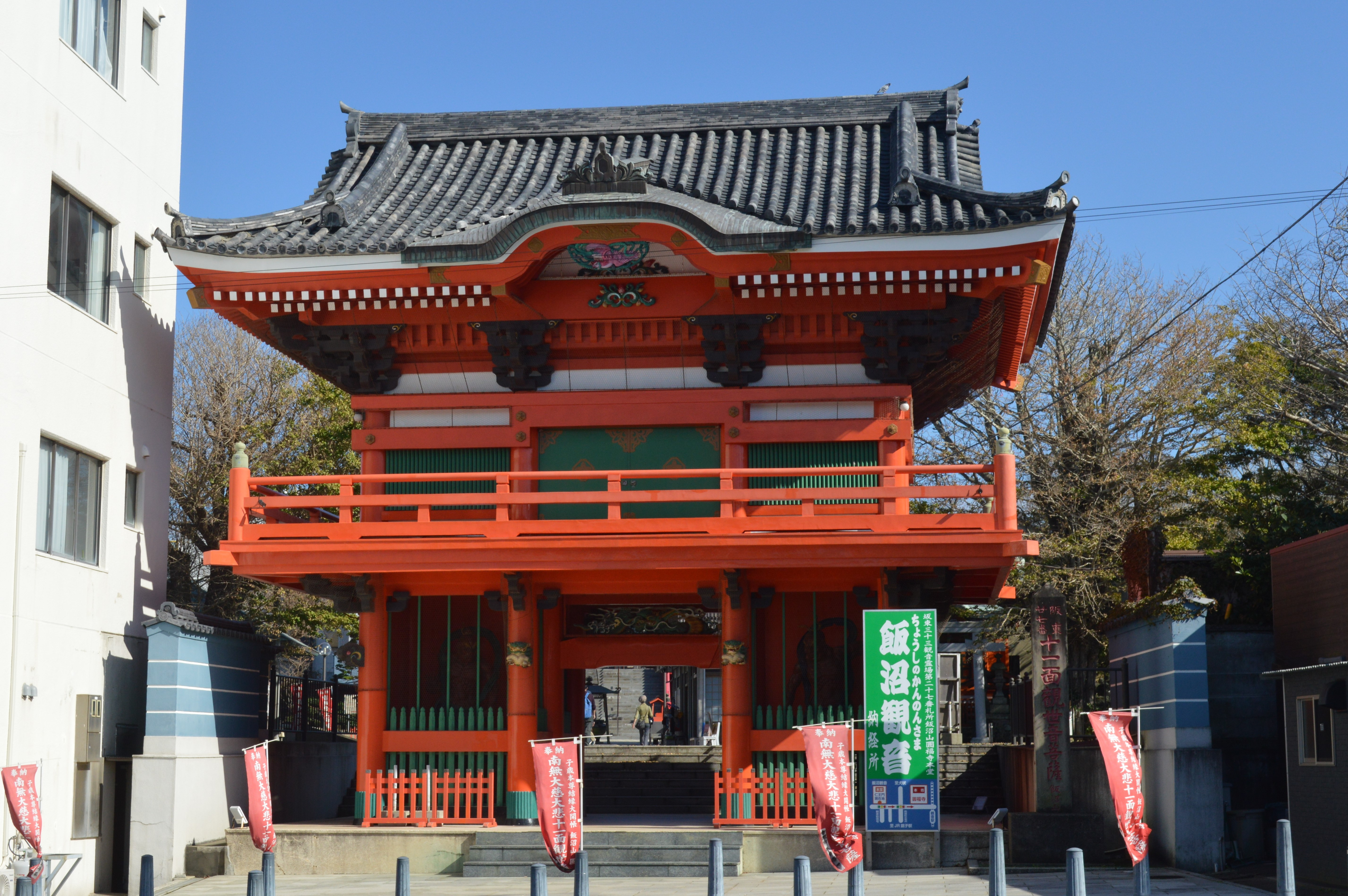
仁王門
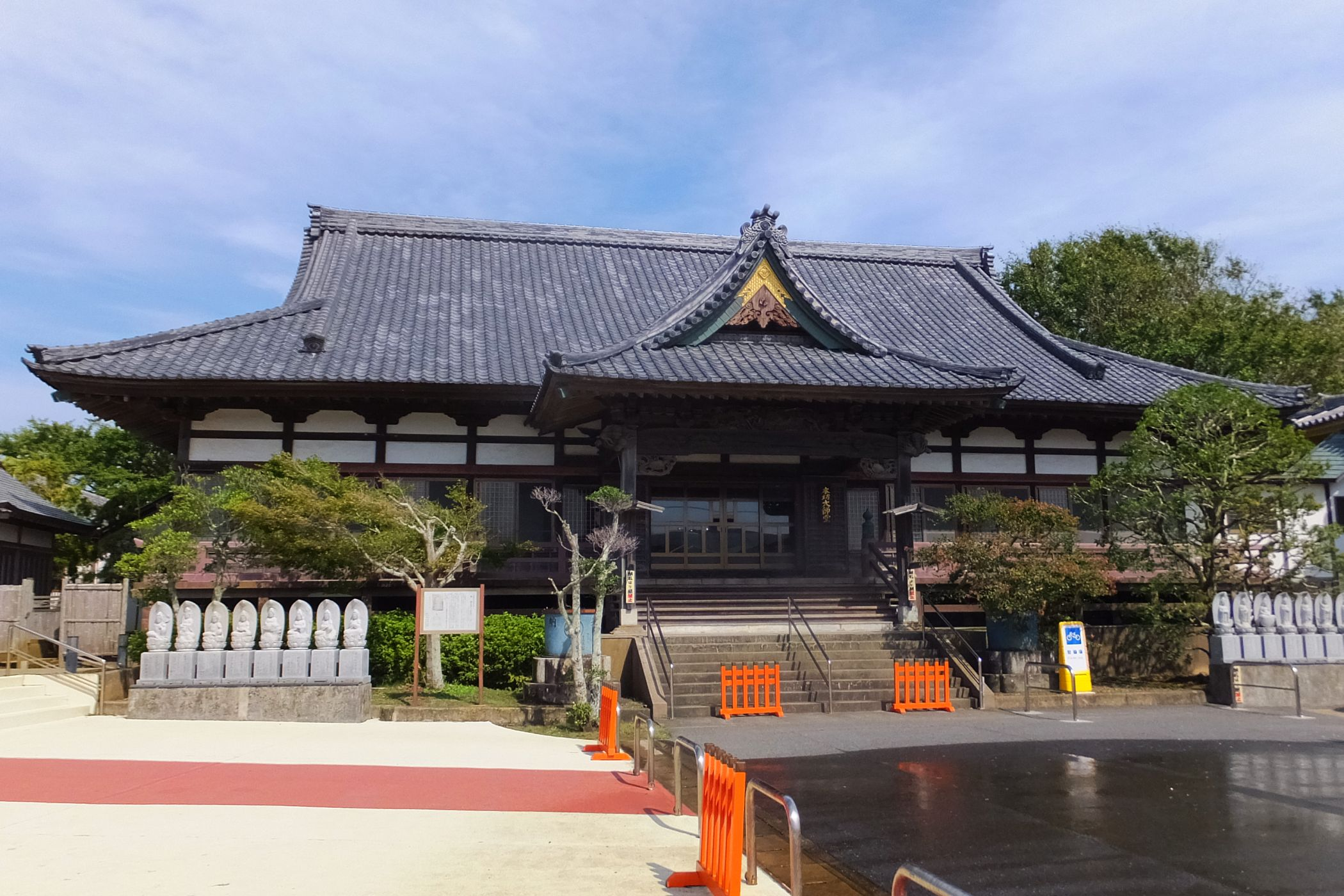
大師堂

## 文化財

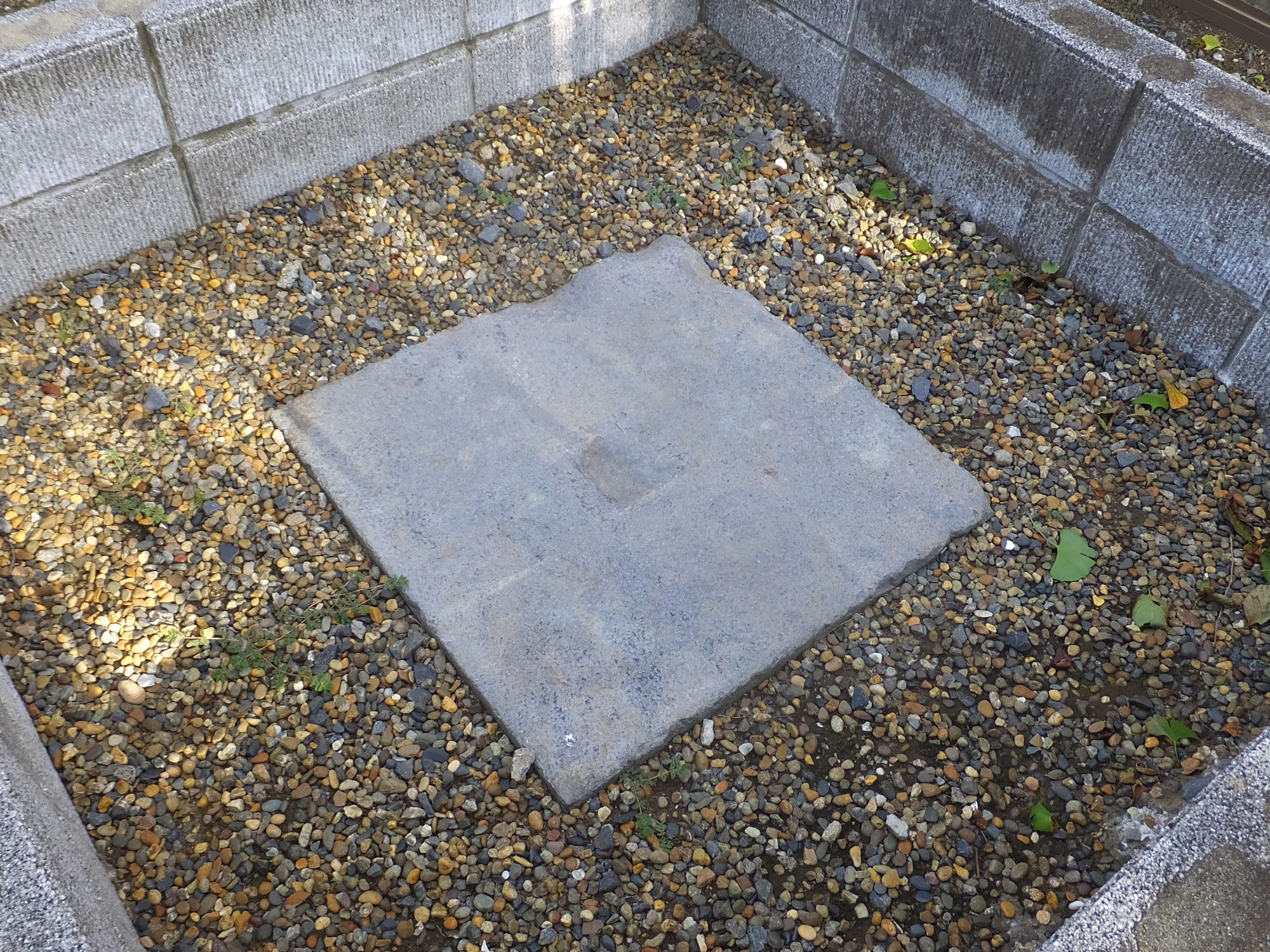
飯沼水準原標石

### 重要文化財
- 鐃（にょう、仏具の一種） - 奈良国立博物館に寄託。

### 千葉県指定文化財
- 梵鐘（享徳十一年在銘）
- 釈迦涅槃図 附 釈迦涅槃図由来書3巻

### 土木学会選奨土木遺産
- 飯沼水準原標石 - 利根川や江戸川の河川整備に必要となる水位表記の基となった水準原標[7]。日本における「河川測量の原点」[3]及び日本水準原点設置の原点[7]。2015年（平成27年）、日本選奨土木遺産認定[8][9]。

## 交通アクセス
- 銚子電鉄鉄道線 観音駅より徒歩で約5分。
- 銚子駅よりちばこうバス：外川線・海鹿島線「陣屋町」停留所下車、川口線「銚子観音」停留所下車。
- 東京駅より高速バス：犬吠埼・銚子線「陣屋町」停留所下車。

## 前後の札所
坂東三十三観音
26 清滝寺　--　27 円福寺　--　28 龍正院